# Muzeum Stanisława Wyspiańskiego w Krakowie

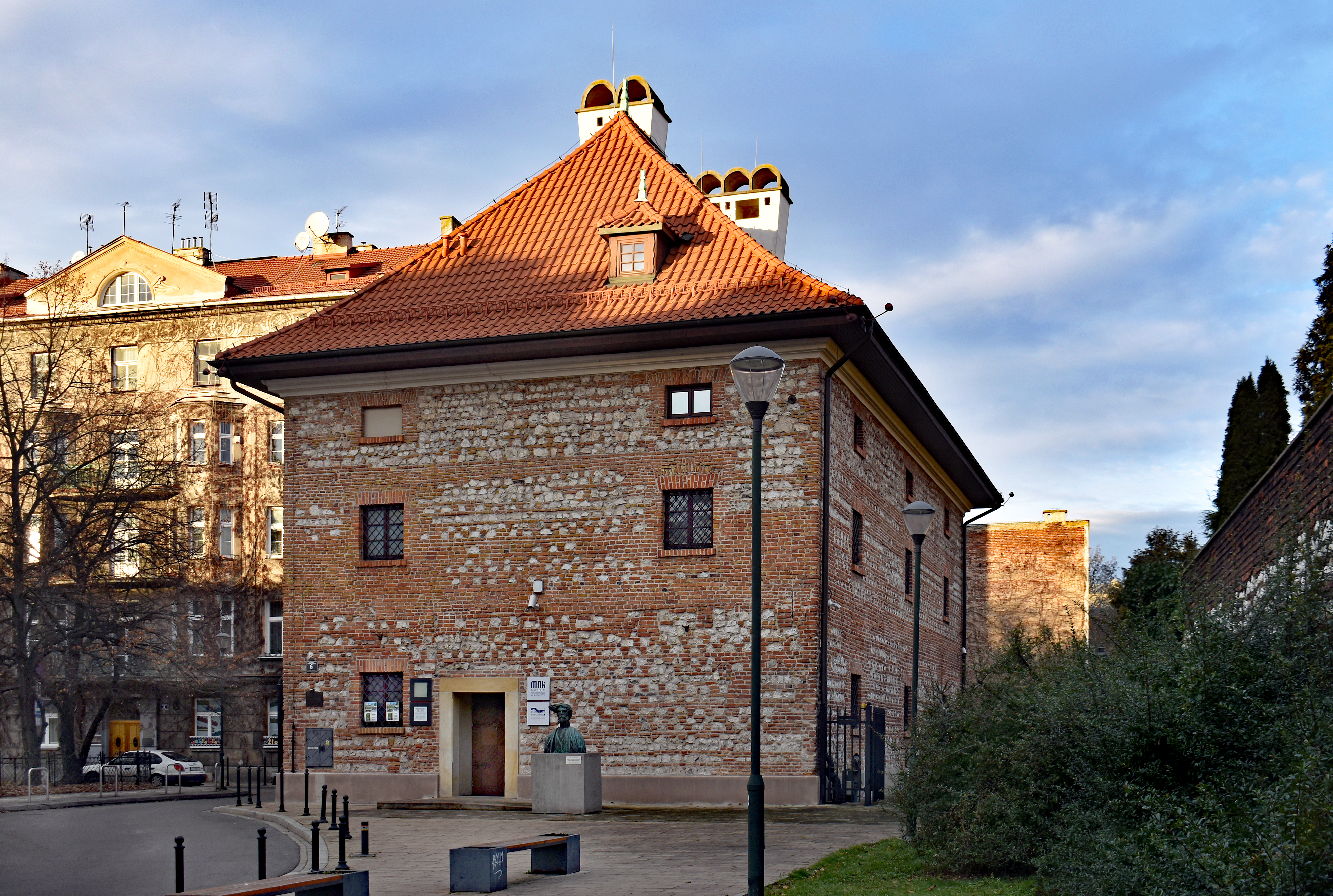
Wejście do muzeum i pomnik Wyspiańskiego.

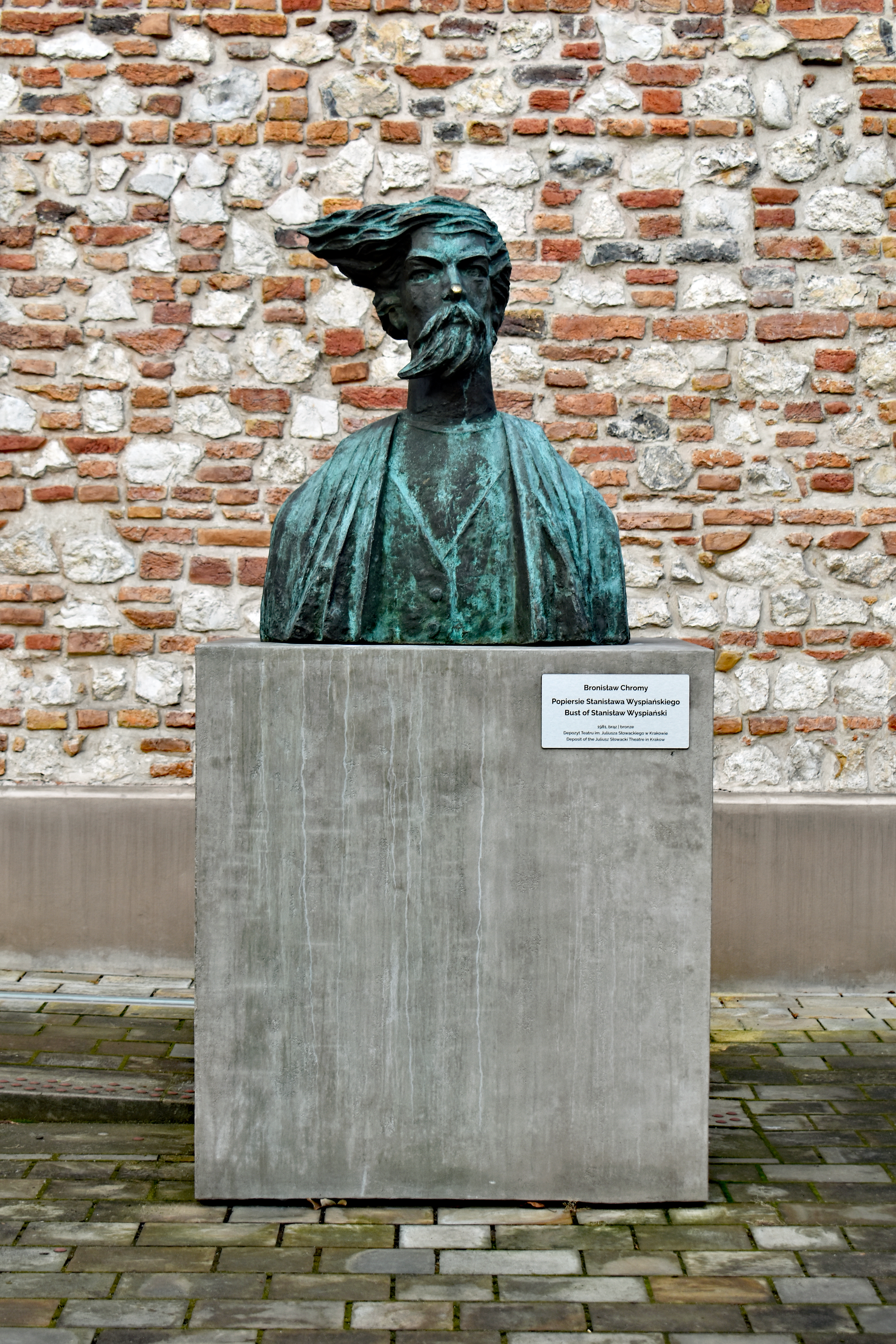
Pomnik Wyspiańskiego przed Muzeum.

Muzeum Stanisława Wyspiańskiego – muzeum biograficzne poświęcone Stanisławowi Wyspiańskiemu, oddział Muzeum Narodowego w Krakowie mieszczący się w budynku Starego Spichlerza przy placu gen. Władysława Sikorskiego 6 w Krakowie.

## Kolekcje
Krakowskie Muzeum Narodowe posiada największą kolekcję prac Wyspiańskiego: obrazy, szkice, projekty, ponad 1100 obiektów. W skład zbioru wchodzą również jego prywatny księgozbiór, osobiste pamiątki, rękopisy i fotografie.

## Historia
Pomysł utworzenia muzeum artysty lub wystawy jego dzieł zrodził się w latach 30. XX wieku. W gmachu przy al. Mickiewicza planowano utworzenie wystawy kartonów witrażowych. Według projektu, opracowanego przez architektów miejskich, Czesława Boratyńskiego i Edwarda Kreislera we współpracy z ówczesnym dyrektorem Muzeum Narodowego, Feliksem Koperą, witraże Wyspiańskiego prezentowane miały być w dwukondygnacyjnej rotundzie, zlokalizowanej w sercu projektowanego gmachu. Po II wojnie projektowano utworzenie muzeum Wyspiańskiego w budynkach, w których artysta mieszkał w Krakowie, przy ul. Kanoniczej 25 w Domu Długosza lub przy ul. Krowoderskiej 79, gdzie miał „szafirową pracownię”.

### Pierwsze muzeum (ul. Kanonicza / Kamienica Szołayskich)
W latach 70. Muzeum Narodowe wspólnie z władzami Krakowa raz jeszcze wróciło do pomysłu utworzenia samodzielnego oddziału poświęconego artyście. Na siedzibę nowego oddziału wybrano kamienicę przy ulicy Kanoniczej 9. Na tej samej ulicy, w Domu Długosza, ojciec Wyspiańskiego – Franciszek miał pracownię rzeźbiarską, a sam artysta mieszkał tutaj 11 lat. Nowy oddział muzeum poświęcony Wyspiańskiemu otwarto uroczyście w 76. rocznicę śmierci artysty – 28 listopada 1983 roku. Pierwsza biograficzna wystawa poświęcona Wyspiańskiemu została otwarta w roku 1983 w kamienicy przy ul. Kanoniczej 9 i działało tam 21 lat.
W październiku 2002 roku muzeum zostało zamknięte z powodu zmian własnościowych (prawa do kamienicy odzyskała krakowska kuria). Zbiory należało przenieść. Wybór nowej siedziby padł na kamienicę Szołayskich przy placu Szczepańskim, którą Muzeum Narodowe otrzymało jako dar od Włodzimiery i Adama Szołayskich w 1904 roku, a w posiadanie weszło po śmierci pani Włodzimiery 24 lutego 1928 roku. W latach 2003–2012 dzieła Stanisława Wyspiańskiego prezentowane były właśnie w Kamienicy Szołayskich.
Oddział gromadził największą w Polsce kolekcję prac Stanisława Wyspiańskiego. Oglądać można było portrety, projekty polichromii i witraży do kościoła Franciszkanów, Domu Lekarskiego, projekty scenografii teatralnych, meble (np. do mieszkania Tadeusza Boya-Żeleńskiego) oraz zdjęcia i niewielki zbiór pamiątek rodzinnych. Obecnie niewielka część kolekcji Wyspiańskiego eksponowana jest na wystawie „Zawsze Młoda. Polska Sztuka około 1900”, w tym samym budynku.
W latach 2017–2019 zespół Muzeum Narodowego w Krakowie przygotował serię wystaw prezentujących dorobek artysty: „Wyspiański” (28.11.2017-05.05.2019), „Wyspiański. Nieznany”, „Wyspiański. Skarby ze Lwowa" oraz „Wyspiański. Posłowie”. Ostatnią wystawą czasową przed otwarciem nowego oddziału MNK był „Skarbiec Wyspiańskiego”. Kolejnym prezentacjom dzieł artysty towarzyszyły katalogi, zestawiające znane dzieła ze zbiorów publicznych i prywatnych, wydane nakładem Muzeum Narodowego w Krakowie pod redakcją Magdaleny Laskowskiej i Danuty Godyń, autorek koncepcji obecnej stałej wystawy dzieł artysty, otwartej w grudniu 2021 roku.

### Drugie muzeum (Stary Spichlerz)
Od 2 grudnia 2021 roku zbiory dzieł Wyspiańskiego prezentowane są w Starym Spichlerzu. Budynek obecnego muzeum wzniesiono w XVIII wieku. Był on spichlerzem, fabryką, sklepem, siedzibą Stowarzyszenia Architektów Rzeczypospolitej. Po roku 1945 przejęło go Muzeum Narodowe i na wiele lat stał się magazynem dzieł sztuki. W latach 2013–2021 znajdowała się tam ekspozycja pod nazwą Ośrodek Kultury Europejskiej „Europeum”.

## Wystawa stała
Na stałej wystawie Muzeum Wyspiańskiego prezentowanych jest około 200 dzieł, w większości prace plastyczne, wymieniane w ciągu roku ze względu na wymogi konserwatorskie eksponowania dzieł na podłożu papierowym. Na parterze prezentowane są portrety: własne, żony, dzieci oraz portrety przyjaciół, znajomych, mecenasów artysty, obrazy ulic Krakowa i podkrakowskich miejscowości i Widoki na Kopiec Kościuszki, tworzone przez artystę w późnym okresie twórczości w pracowni przy ul. Krowoderskiej w Krakowie.
Na piętrze pierwszym w trzech częściach wystawy zatytułowanych: „Żywioły”, „Wawel–dramat królów” oraz „Apollo-Chrystus”,  zaprezentowano trzy wątki twórczości Wyspiańskiego. Wystawiono projekt witraża  „Bóg Ojciec” do nawy głównej kościoła franciszkanów w Krakowie, model przebudowy wawelskiego wzgórza „Akropolis”, projekty witraży do wawelskiej katedry, projekty dekoracji sal oraz mebli i tkanin do siedziby Towarzystwa Lekarskiego Krakowskiego, oraz do sali „Sztuki” w siedzibie krakowskiego Towarzystwa Przyjaciół Sztuk Pięknych.
W podziemiach muzeum znajduje się sala „Księgi moje”, gdzie eksponowany jest księgozbiór Wyspiańskiego, książki z jego odręcznymi notatkami, pierwodruki wydań jego utworów oraz książki innych autorów, do których wykonał ilustracje i projekty okładek. Obok, w przestrzeni „Metamorfozy”, można się zapoznać z teatraliami: plakatami do jego sztuk, zobaczyć można zdjęcia i fragmenty filmów z najsłynniejszych inscenizacji oraz ekranizacji dzieł literackich Wyspiańskiego.

## Zbiory Muzeum Wyspiańskiego

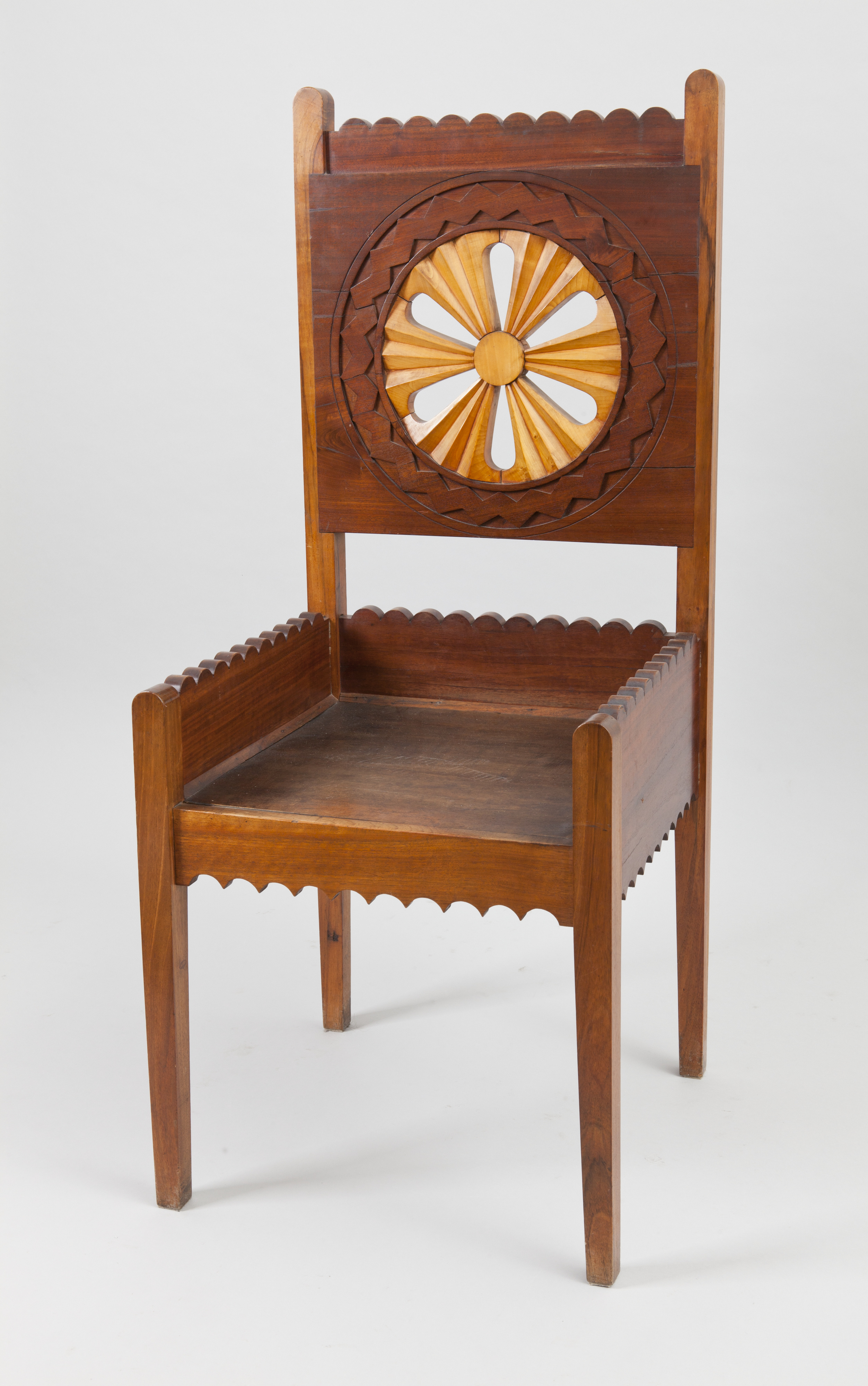
Stanisław Wyspiański, Krzesło, projekt, jawor, orzech, 1904–1905
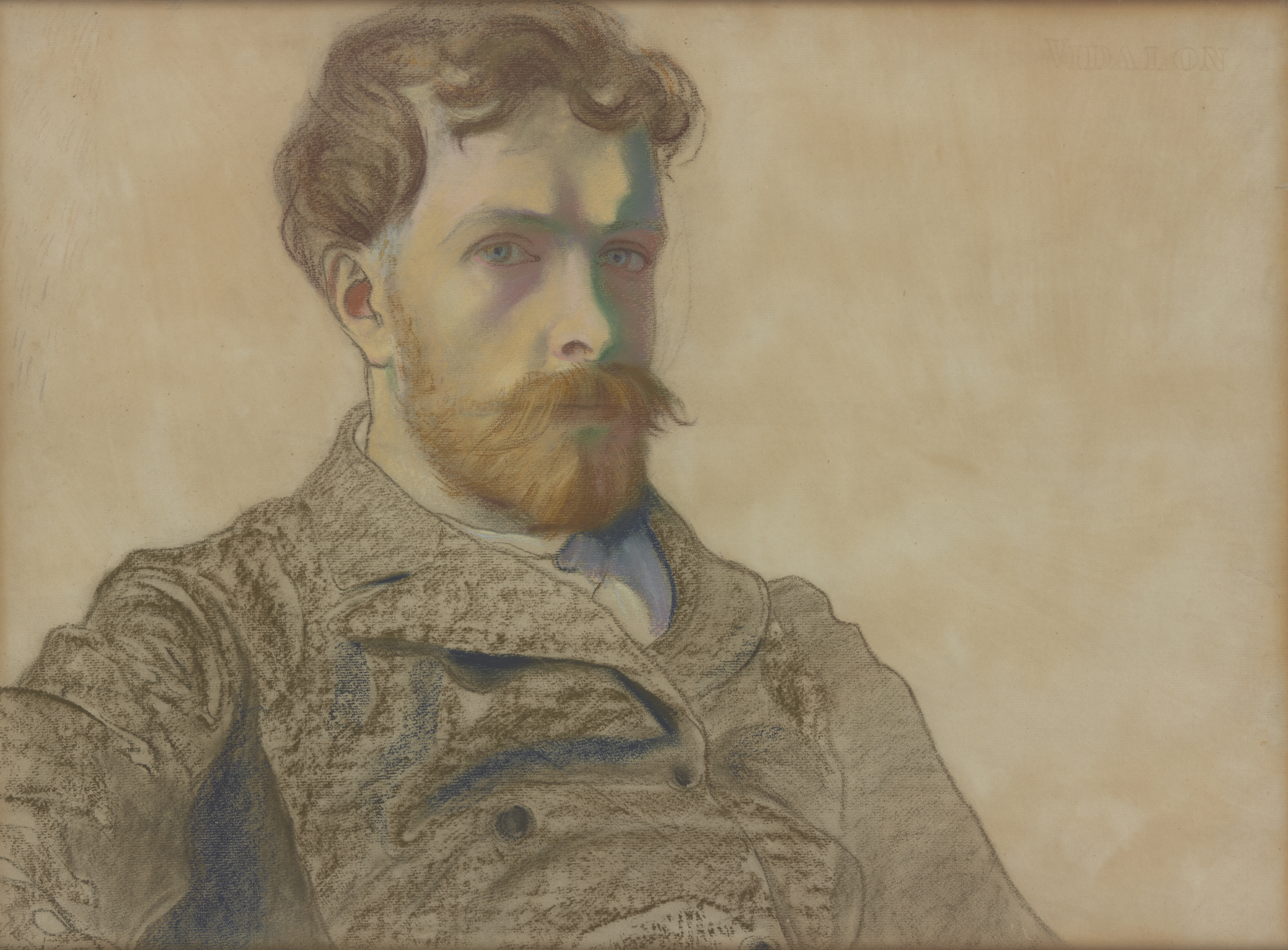
Stanisław Wyspiański, Autoportet, pastel, papier, 1903
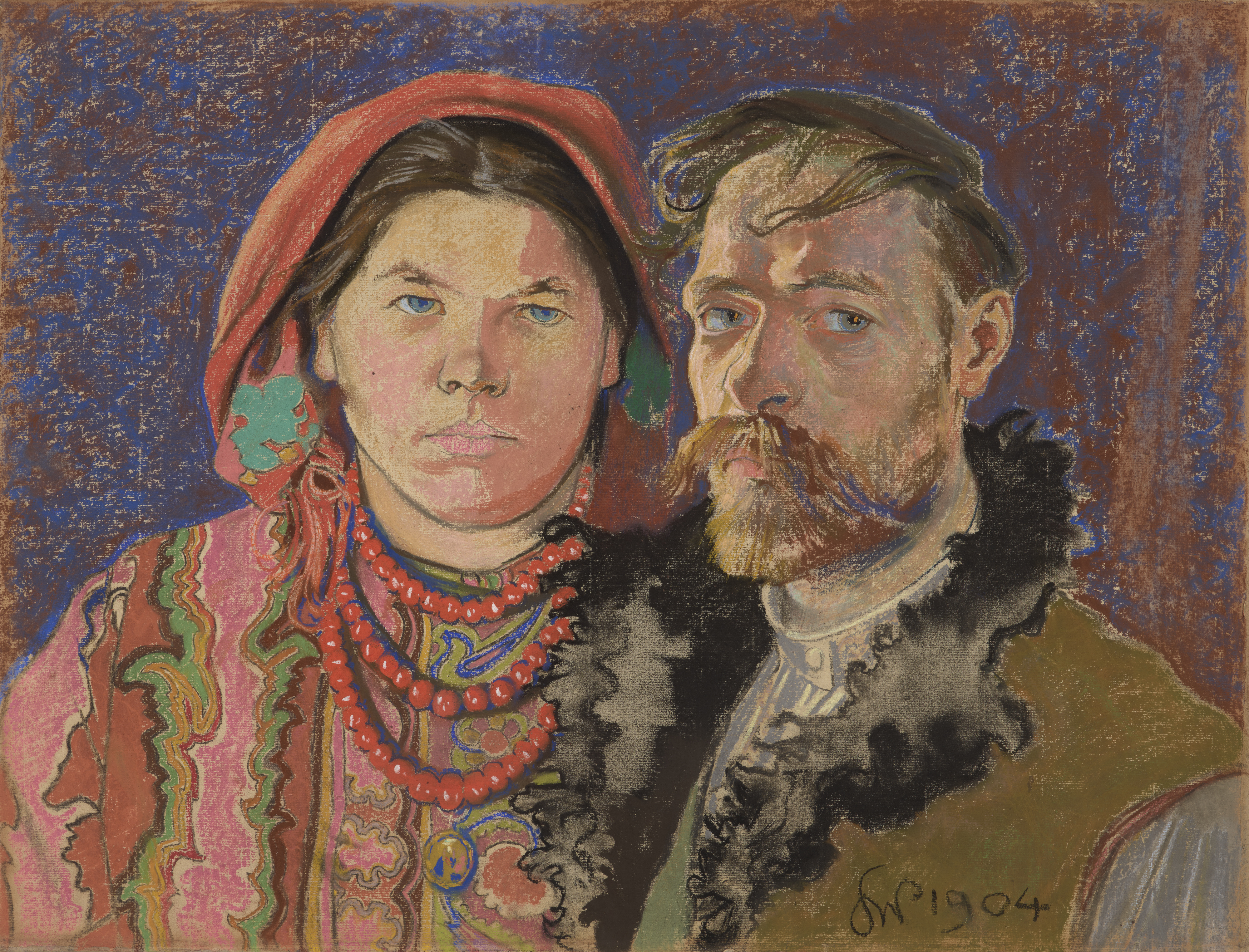
Stanisław Wyspiański, Autoportet z żoną, pastel, papier, 1904
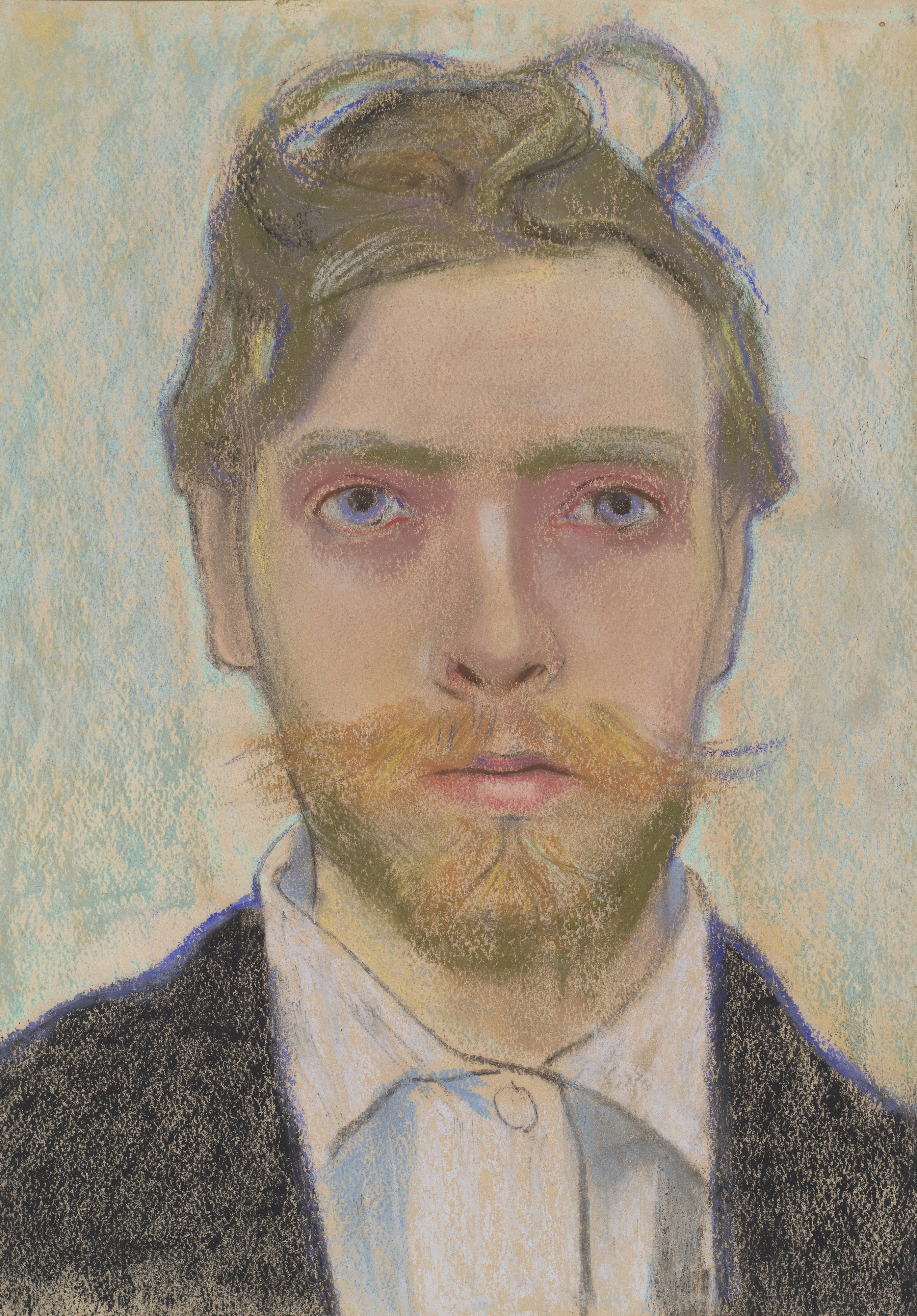
Stanisław Wyspiański, Autoportet, pastel, papier, 1897
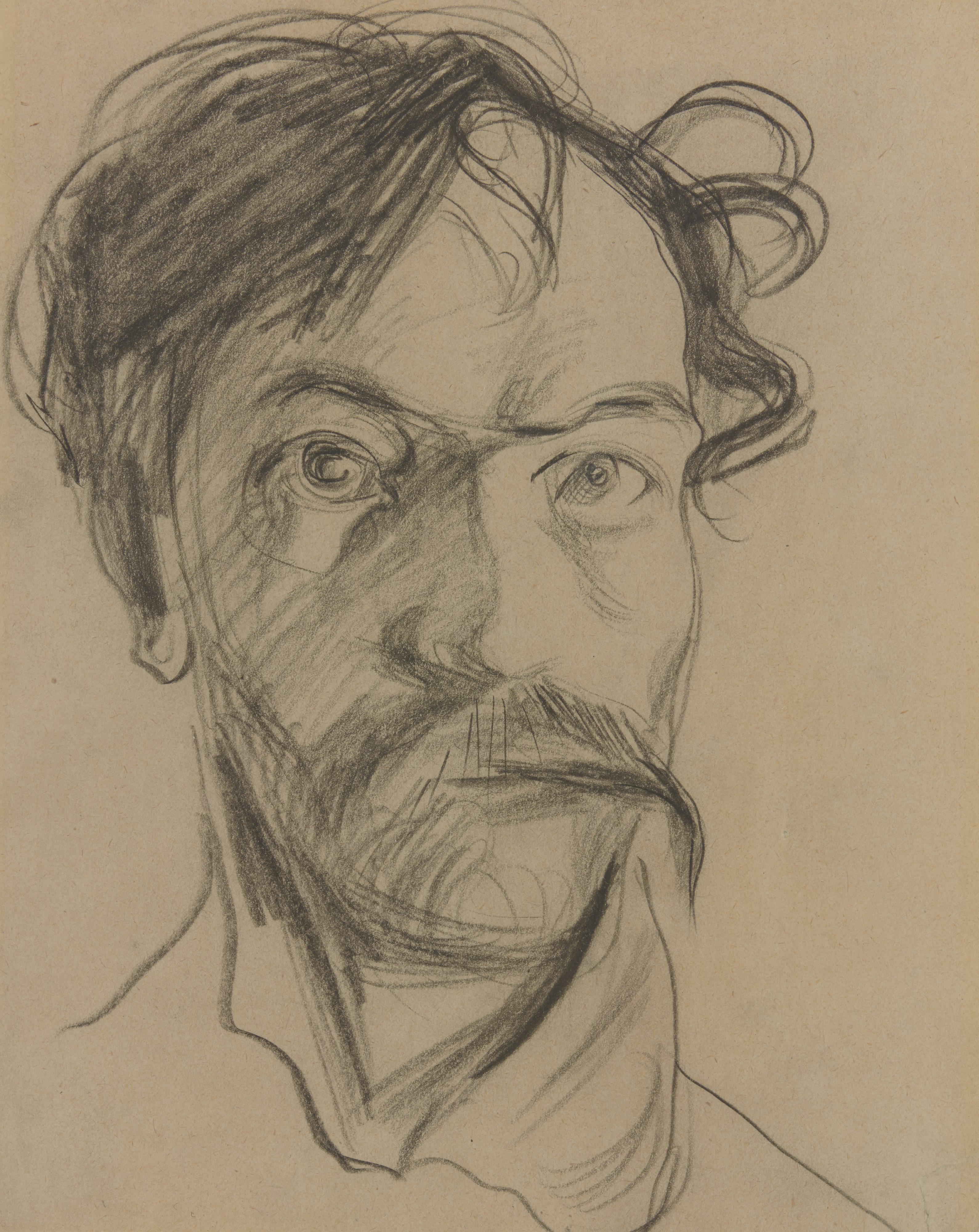
Stanisław Wyspiański, Autoportret miesiąc przed śmiercią, papier, kredka, 1907
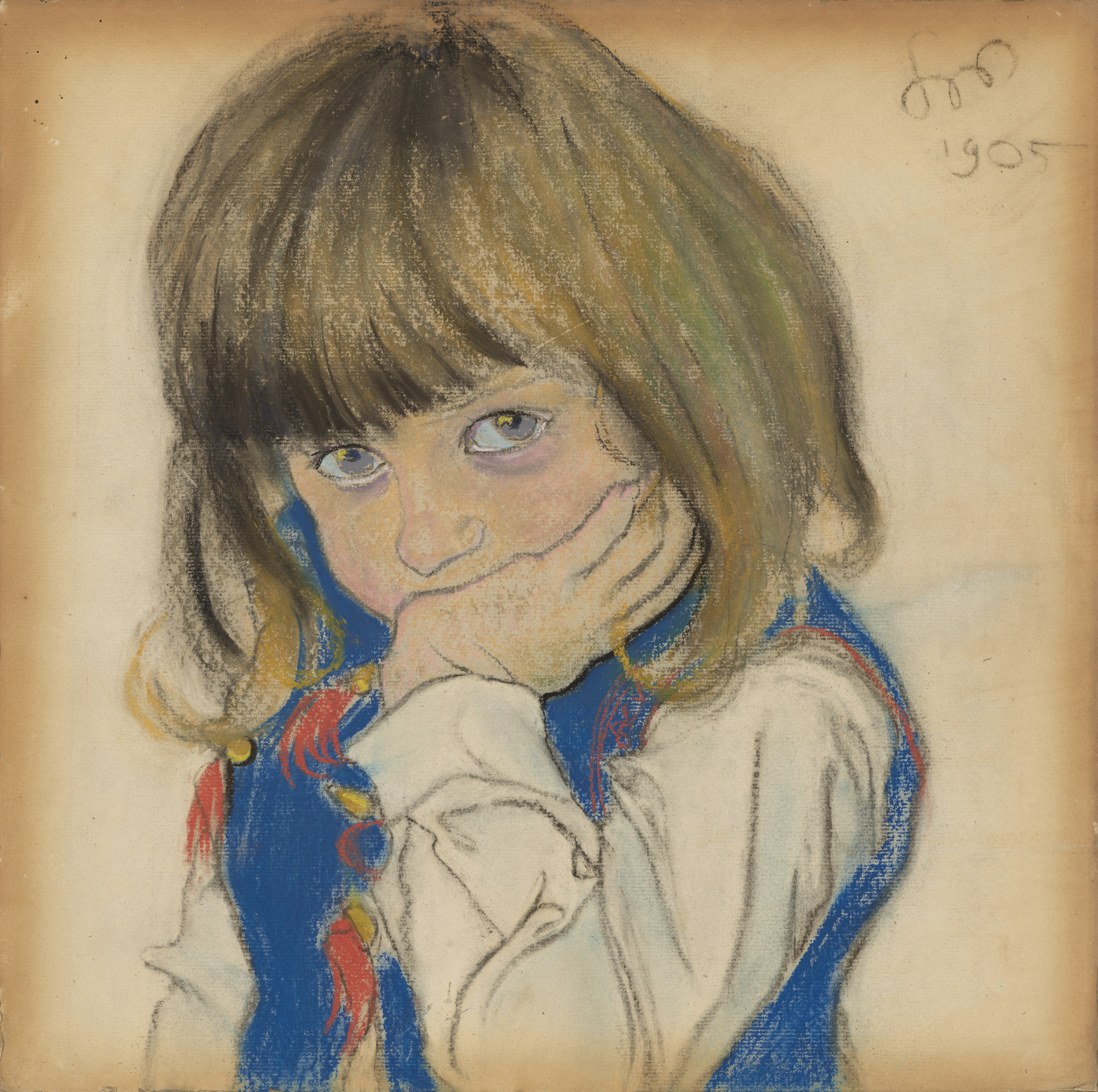
Stanisław Wyspiański, Portret chłopca (Józio Feldman), pastel, papier, 1905
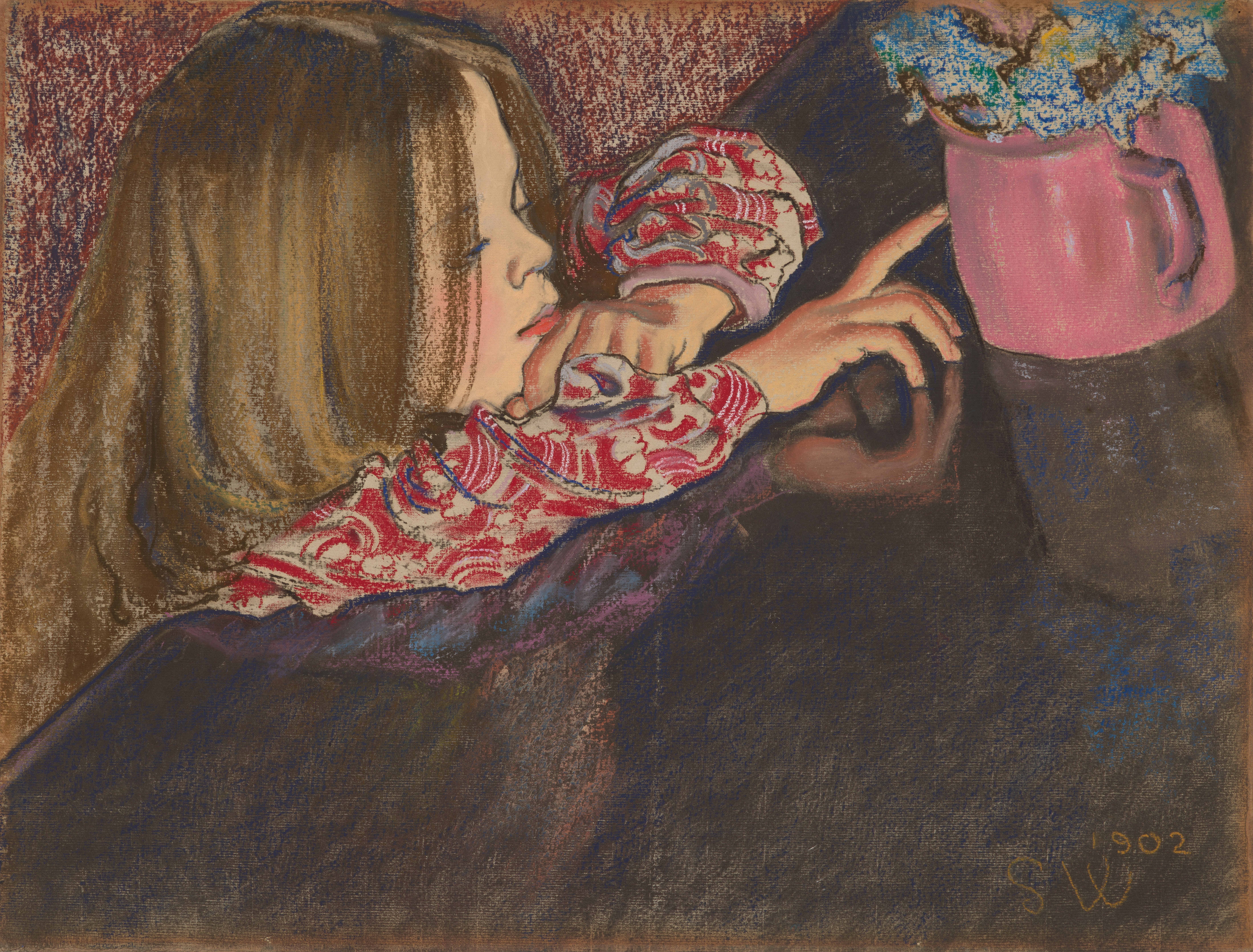
Stanisław Wyspiański, Helenka z wazonem, pastel, papier, 1902
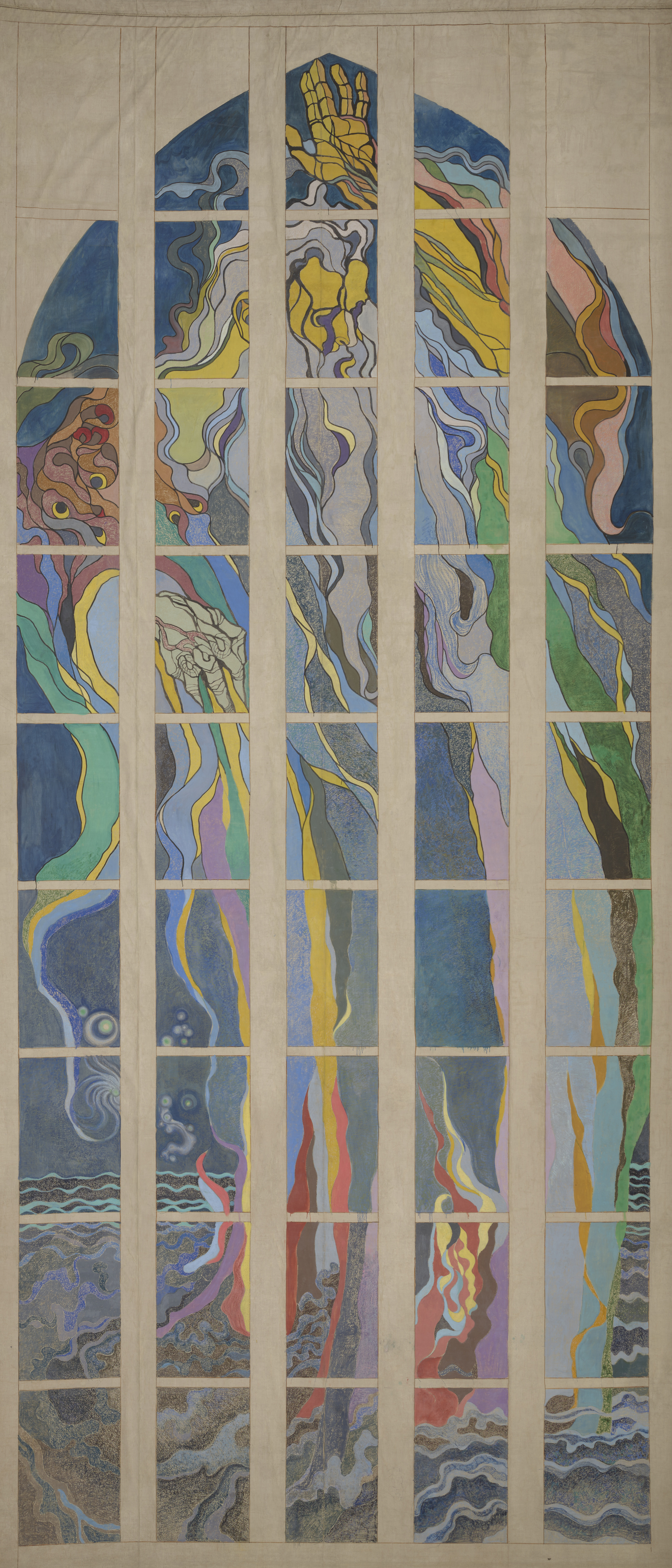
Stanisław Wyspiański, Bóg Ojciec. Stań się, projekt witraża dla kościoła Franciszkanów w Krakowie, pastel, tempera, płótno, 1897
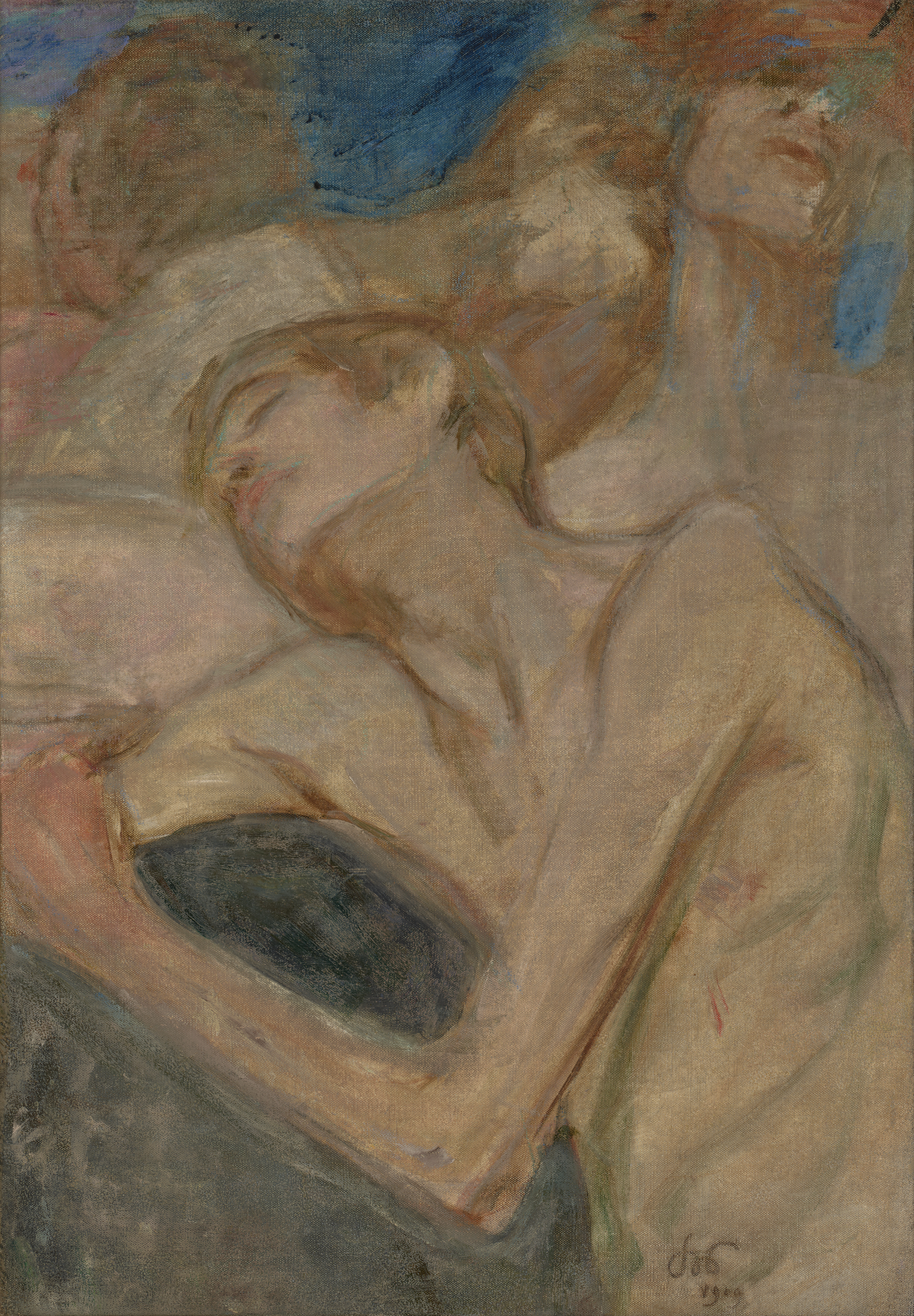
Stanisław Wyspiański, Kompozycja (Studium aktów), olej, płótno, 1900
Stanisław Wyspiański, Macierzyństwo, pastel, papier, 1905